# Adolf Hurwitz
Adolf Hurwitz (Hildesheim, 26 marzo 1859 – Zurigo, 18 novembre 1919) è stato un matematico tedesco.
Fu giudicato da Jean-Pierre Serre come "una delle più importanti figure nella matematica della seconda metà del XIX secolo".

## Biografia
Nacque in una famiglia ebrea. Alcuni documenti della famiglia indicano che aveva fratelli e parenti, ma i loro nomi non sono ancora stati accertati. Suo padre, Salomon Hurwitz, aveva un'impresa manifatturiera, ma non era benestante. La madre di Hurwitz, Elise Wertheimer, morì quando lui aveva solo tre anni. Hurwitz entrò nel Realgymnasium Andreanum a Hildesheim nel 1868. Qui ebbe come insegnante di matematica Hermann Schubert, il quale convinse il padre di Hurwitz a mandarlo all'università e fece in modo che potesse studiare con Felix Klein a Monaco. Salomon Hurwitz non si poteva permettere di mandare suo figlio all'università, ma un suo amico di nome Edwards lo aiutò finanziariamente.

## Carriera
Hurwitz entra all'Università di Monaco nel 1877, all'età di 17 anni. Egli passò un anno frequentando le lezioni di Klein, prima di passare nell'anno accademico 1877-1878 all'Università di Berlino dove frequentò per un semestre il corso di Kummer dal titolo "Introduzione alla teoria delle funzioni analitiche". Mentre era a Berlino, Hurwitz continuò a tenersi in contatto con Klein e lo aiutò a scrivere un articolo sulla composizione delle funzioni ellittiche. Dopo tre semestri passati all'Università di Berlino, Hurwitz ritornò all'Università di Monaco nel 1879, dove continuò a lavorare con Klein. Quando nell'ottobre del 1880, Felix Klein si trasferì all'Università di Lipsia, Hurwitz lo seguì e iniziò il dottorato sotto la sua direzione e nel 1881 ottenne il dottorato presentando una dissertazione sulla composizione delle funzioni ellittiche.
Trascorse poi due anni presso l'Università di Gottinga, dove presentò la sua tesi di abilitazione nel 1882. Successivamente ritornò a Berlino dove frequentò i corsi di Weierstrass e Kronecker. Nel 1884 fu invitato da Lindemans a diventare Professore Straordinario dell'Università di Königsberg e in questa sede rimase per otto anni. Qui incontrò i giovani David Hilbert e Hermann Minkowski, sui quali ebbe una grande influenza. In seguito alla partenza da Zurigo di Frobenius, Hurwitz ottenne una cattedra al Politecnico Federale di Zurigo (oggi ETH Zurich) nel 1892, e in questa sede rimase per il resto della sua vita.
Nel corso della sua permanenza a Zurigo Hurwitz soffrì per la sua continua cattiva salute, la quale risaliva all'aver contratto il tifo mentre era studente a Monaco. Egli soffrì di forti emicranee, e nel 1905, i suoi reni si ammalarono e dovette farsene togliere uno.

## Contributi alla Matematica
Molto dello studio della matematica di Hurwitz fu fortemente influenzata da Klein. Egli fu uno dei primi a padroneggiare la nozione di superficie di Riemann, e usò tale nozione per provare alcuni risultati fondamentali sulle curve algebriche; in particolare dimostrò quello che ora viene chiamato teorema sugli automorfismi di Hurwitz. Questo lavoro anticipa un certo numero di altre teorie, come la teoria generale delle corrispondenze algebriche, gli operatori di Hecke e il teorema di punto fisso di Lefshetz. Altri studi di Hurwitz includono la teoria delle funzioni complesse, le radici delle funzioni di Bessel e le equazioni differenziali; egli scrisse anche vari articoli sulla serie di Fourier. Egli ebbe un profondo interesse anche per la teoria dei numeri. Per esempio, pubblicò un articolo sulla teoria della fattorizzazione per i quaternioni nel 1896 e applicò ciò al problema della rappresentazione di un intero come la somma di quattro radici, definendo le strutture che oggi sono chiamate quaternioni di Hurwitz.

## Famiglia
Nel 1884, mentre era a Königsberg, Hurwitz incontrò e sposò Ida Samuel, la figlia di un professore della facoltà di medicina. Essi ebbero tre figli.